# Maurice Suckling
Maurice Suckling (1726-1778) est un officier de la Royal Navy, qui a joué un rôle important dans la formation de son neveu Horatio Nelson.

## Biographie
Il commande le 60 canons HMS Dreadnought qui combat au large du cap Français, le 21 octobre 1757.
Suckling est l'oncle maternel de Nelson. Sa sœur est Catherine Suckling (1725-1767), femme du révérend Edmund Nelson. Maurice et Catherine sont de la famille de Robert Walpole.
Le jeune Nelson fait partie de l'équipage du HMS Raisonnable, commandé par Suckling. Lors de son transfert sur le HMS Triumph qui stationne dans le Nore, il prend des dispositions pour que son neveu navigue vers les Antilles sur un navire marchand afin d'acquérir de l'expérience en mer. Suckling utilise son influence pour que Nelson soit nommé sur le HMS Carcass commandé par Skeffington Lutwidge pour étudier le passage du Nord-Ouest.
Suckling devient Comptroller of the Navy (membre de l'Admiralty Board) et son influence permet d’accélérer la carrière du jeune Nelson. Suckling continue d'user de son influence pour aider Nelson jusqu'à sa mort en 1778.